# Bagli
Bagli è una suddivisione dell'India, classificata come nagar panchayat, di 10.122 abitanti, situata nel distretto di Dewas, nello stato federato del Madhya Pradesh. In base al numero di abitanti la città rientra nella classe IV (da 10.000 a 19.999 persone).

## Geografia fisica
La città è situata a 22° 40' 01 N e 76° 20' 38 E.

## Società

### Evoluzione demografica
Al censimento del 2001 la popolazione di Bagli assommava a 10.122 persone, delle quali 5.180 maschi e 4.942 femmine. I bambini di età inferiore o uguale ai sei anni assommavano a 1.526, dei quali 753 maschi e 773 femmine. Infine, coloro che erano in grado di saper almeno leggere e scrivere erano 6.440, dei quali 3.783 maschi e 2.657 femmine.